# Мост имени Чарльза Куонена
Мост имени Чарльза Куонена — пешеходный висячий мост, расположенный на "Евротропе" в восточной части долины Маттертал в Швейцарии. Ко времени открытия был самым длинным пешеходным висячим мостом в мире. Ближайший населенный пункты — деревня Ранда, Швейцария.

## История
Был построен на замену Европейского моста (Europabrücke), прослужившего 2 месяца и разрушенного оползнем.
Стоимость моста составила 720 000 швейцарских франков. 250 000 франков было собрано сообществом населенных пунктов Грехен, Ранда, Теш и Церматт. Еще 100 000 франков  вложил основной спонсор Чарльз Куонен, чьим именем мост и назван. Остальная сумма была собрана мелкими спонсорами.
Мост произведен компаний Swissrope (Lauber Seilbahnen), специализирующейся на производстве мостов и канатных дорог, во Фрутигене.
Строительство заняло 10 недель.

## Конструкция
Мост шириной 65 см пролегает над ущельем глубиной 85 метров. В качестве основания для ходьбы используется металлическая решетка.
Опорные канаты имеют диаметр 53 мм и весят 8 тонн. Для гашения колебаний используется запатентованная демпфирующая система.
Общая масса конструкции составляет 58 тонн.